# Amor de hombre (película)
Amor de hombre es una película española de temática LGBT de 1997 dirigida por Yolanda García Serrano y Juan Luis Iborra que trata la historia de la amistad de un hombre homosexual con una mujer. Supone la primera película dirigida por el tándem García Serrano-Iborra quienes ya tenían previa experiencia como guionistas.

## Sinopsis
Esperanza (Loles León) y Ramón (Andrea Occhipinti) celebran su 40 cumpleaños rodeados de sus amigos, todos ellos homosexuales. Ella es una profesora de preescolar divertida y cariñosa y él un abogado matrimonialista gay aficionado a los ligues de una sola noche y que, a diferencia de Esperanza, no intenta encontrar al hombre de su vida ya que es escéptico respecto al amor debido a su profesión. Ambos son amigos del alma, siempre están juntos y lo comparten todo.
Todo cambia a raíz de un accidente de coche en el que Ramón resulta levemente lesionado. Esperanza le presenta a Roberto (Armando del Río), un profesor de educación física y masajista para que le trate las secuelas, y Ramón se enamora perdida y ciegamente de él. Cuando Esperanza empieza a darse cuenta de que Roberto no es buena persona y que no le conviene a Ramón, la amistad entre ambos se resiente ya que Ramón atribuye sus objeciones a los celos.
Finalmente Ramón descubre que Esperanza tenía razón, se reconcilian y celebran su siguiente cumpleaños juntos sabiendo que aunque no tengan suerte en el amor siempre se tendrán el uno al otro. Paralelamente a la trama principal se nos muestran las relaciones sentimentales de los demás amigos.

## Reparto
Los personajes principales están interpretados por:
- Loles León - Esperanza
- Andrea Occhipinti - Ramón
- Armando del Río - Roberto, amado de Ramón
- Pedro Mari Sánchez - César, cliente de Ramón
- Roberto Álvarez - Álvaro, amigo
- Romà Sánchez - Víctor, amigo
- Jesús Cabrero - Quique, amigo
- Sergio Otegui - Carlos, amigo

## Premios

### Festival de cine gay y lésbico de Austin (1998)
- Premio al mejor guion

### Festival de cine gay y lésbico de Miami (1999)
- Premio del público
- Premio del jurado

### OutFest (2000)
- Fredom Award